# 過海隧道巴士N962線
過海隧道巴士N962線是962線的深宵路線，來往屯門（龍門居）及銅鑼灣（摩頓臺），走線與962完全相同，但往港島方向加停金鐘站，由城巴獨自經營。
過海隧道巴士R962線是香港城巴經營的一條特別巴士路線，只在渣打馬拉松舉行當天凌晨行走，由屯門（業旺邨）開往銅鑼灣（摩頓台）,方便居於蝴蝶灣及青山灣的參賽健兒以更直接快捷的途徑前往賽事起點，此路線於屯門區內行車路線亦與N962線相同，惟不繞經大欖涌及屯門公路轉車站。

## 歷史
N962
- 1998年12月25日：本線開辦，祇於農曆大除夕夜、中秋節、平安夜及除夕夜提供服務。
- 2001年4月3日：提升至每晚服務。
- 2013年9月28日：來回程加停屯門公路巴士轉乘站，並新增分段收費，但不設相關轉乘優惠。
- 2022年1月17日：因應疫情引致客量下降，本線減至30-60分鐘一班。[4]

R962
- 2010年2月28日：R962線投入服務
- 2014年2月16日：作出以下改動： 
  - 加停屯門公路巴士轉乘站；
  - 新增04:25開出之班次，令常規班次增至四班，並調整服務時間。另會視乎客量而決定會否加開04:45及05:15班次；
  - 改經摩理臣山道及天樂里返回軒尼詩道，而不再途經內告士打道。
- 2015年1月25日：改經邊寧頓街前往怡和街，不再途經摩理臣山道、天樂里及軒尼詩道。
- 2017年2月12日：不停屯門公路轉車站。
- 2023年2月12日：班次減至兩班。
- 2025年2月9日：改由業旺邨開出、繞經掃管笏路及不再途經大欖巴士迴旋處，開出時間改為03:40及04:00。

## 服務時間（詳細班次）
N962
| 每日屯門（龍門居）開 | 每日屯門（龍門居）開 | 每日屯門（龍門居）開 | 每日屯門（龍門居）開 |
| -------------------- | -------------------- | -------------------- | -------------------- |
| 00:00                | 00:45                | 01:30                | 02:15                |
| 03:00                | 03:30                | 04:00                | 04:30                |
| 05:00                | 05:25                |                      |                      |

| 每日銅鑼灣（摩頓臺）開 | 每日銅鑼灣（摩頓臺）開 | 每日銅鑼灣（摩頓臺）開 | 每日銅鑼灣（摩頓臺）開 |
| ---------------------- | ---------------------- | ---------------------- | ---------------------- |
| 00:45                  | 01:15                  | 01:45                  | 02:30                  |
| 03:15                  | 04:00                  | 04:45                  | 05:15                  |
| 05:45                  |                        |                        |                        |

## 收費
| 路線 | 全程收費 | 分段收費 |
| ---- | -------- | --- |
| N962 | $36.7    | - 西區海底隧道轉車站往銅鑼灣（摩頓臺）：$18.9 - 過西區海底隧道後往銅鑼灣（摩頓臺）：$11.3 - 過西區海底隧道後往屯門（龍門居）：$27.1 - 屯門公路巴士轉乘站往屯門（龍門居）：$14.5 - 大欖涌往屯門（龍門居）：$9.0 |
| R962 | $38.9    | - 不設分段收費 |

| - 本線設有12歲以下小童及65歲或以上長者半價優惠。 - 65歲或以上香港居民使用「樂悠咭」，以及12歲以下合資格殘疾兒童使用「殘疾人士身份」個人八達通繳付車資，均可享有每程$2.0或半價（以較低者為準）的票價優惠；12至64歲合資格殘疾人士使用「殘疾人士身份」個人八達通（包括「樂悠咭」），以及60至64歲香港居民使用「樂悠咭」繳付車資，均可享有每程$2.0或全費（以較低者為準）的票價優惠。 - 65歲或以上長者如使用長者或一般個人八達通繳付車資，則只可享有半價優惠；12至64歲合資格殘疾人士如不使用「殘疾人士身份」個人八達通，以及60至64歲人士如不使用「樂悠咭」繳付車資，必須繳付全費。 - 乘客可以現金或八達通於上車時付款，不設找續。 - 每位成人乘客可免費攜帶最多兩名4歲以下而不佔座位的兒童乘客乘車，超額之4歲以下小童必須繳付小童車費乘車。 - 九龍巴士、城巴及龍運巴士全職員工及家屬（不包括外判職員）可免費乘搭本路線，惟必須拍職員或職員家屬八達通。 - 乘客亦可使用AlipayHK「易乘碼」、支付寶、 WeChatHK／微信支付「搭車碼」、銀聯雲閃付「乘車碼」及BOC Pay「乘車碼」、具有感應式支付功能的VISA、Mastercard及銀聯卡，以及Apple Pay、Google Pay及Samsung Pay流動支付平台繳付車資。使用此支付方式的乘客可享有中途下車之分段收費，以及與其他城巴獨營路線或聯營線城巴班次之轉乘優惠，惟不適用於與非城巴路線之轉乘優惠。使用此支付方式的乘客亦不能享有「公共交通費用補貼計劃」及「長者及合資格殘疾人士公共交通票價優惠計劃」。 |

## 八達通轉乘優惠
乘客登上本線後指定時間內以同一張八達通卡轉乘以下路線，或登上以下路線後指定時間內以同一張八達通卡轉乘本線，次程可獲車資折扣優惠：
- N962←→N8X、N50、N72、N90
- N962往銅鑼灣→N8X往小西灣、N72往華貴邨或N90往海怡半島，次程車資全免，轉乘時限為120分鐘
- N8X往中環、 N72往鰂魚涌或N90往中環→N962往屯門，回贈首程車資，轉乘時限為90分鐘
- N962往龍門居→N50往菁田邨，次程車資全免，轉乘時限為120分鐘
- N50往九龍站→N962往銅鑼灣，回贈首程車資，轉乘時限為120分鐘

## 用車
本線現時使用5輛巴士行走。

## 行車路線
N962
屯門（龍門居）開經：龍門路、湖翠路、湖景路、海皇路、海榮路、青山公路（青山灣段、掃管笏段、大欖段）、大欖巴士總站、青山公路—大欖段、屯門公路巴士轉乘站、屯門公路、青朗公路（汀九橋）、青衣西北交匯處、長青公路、長青隧道、青葵公路、西九龍公路、西區海底隧道、干諾道西、港澳碼頭通道、干諾道中、民吉街、統一碼頭道、民吉街、干諾道中、紅棉路支路、金鐘道、軒尼詩道、怡和街及銅鑼灣道。
銅鑼灣（摩頓臺）開經：摩頓臺、高士威道、伊榮街、邊寧頓街、怡和街、軒尼詩道、金鐘道、皇后大道中、畢打街、干諾道中、干諾道西、西區海底隧道、西九龍公路、青葵公路、長青隧道、長青公路、青衣西北交匯處、青朗公路（汀九橋）、屯門公路、屯門公路巴士轉乘站、屯門公路、青山公路—大欖段、大欖巴士總站、青山公路（大欖段、掃管笏段、青山灣段）、海榮路、海皇路、湖景路、湖翠路及龍門路。
N962線之具體停站請參考資訊框。
R962

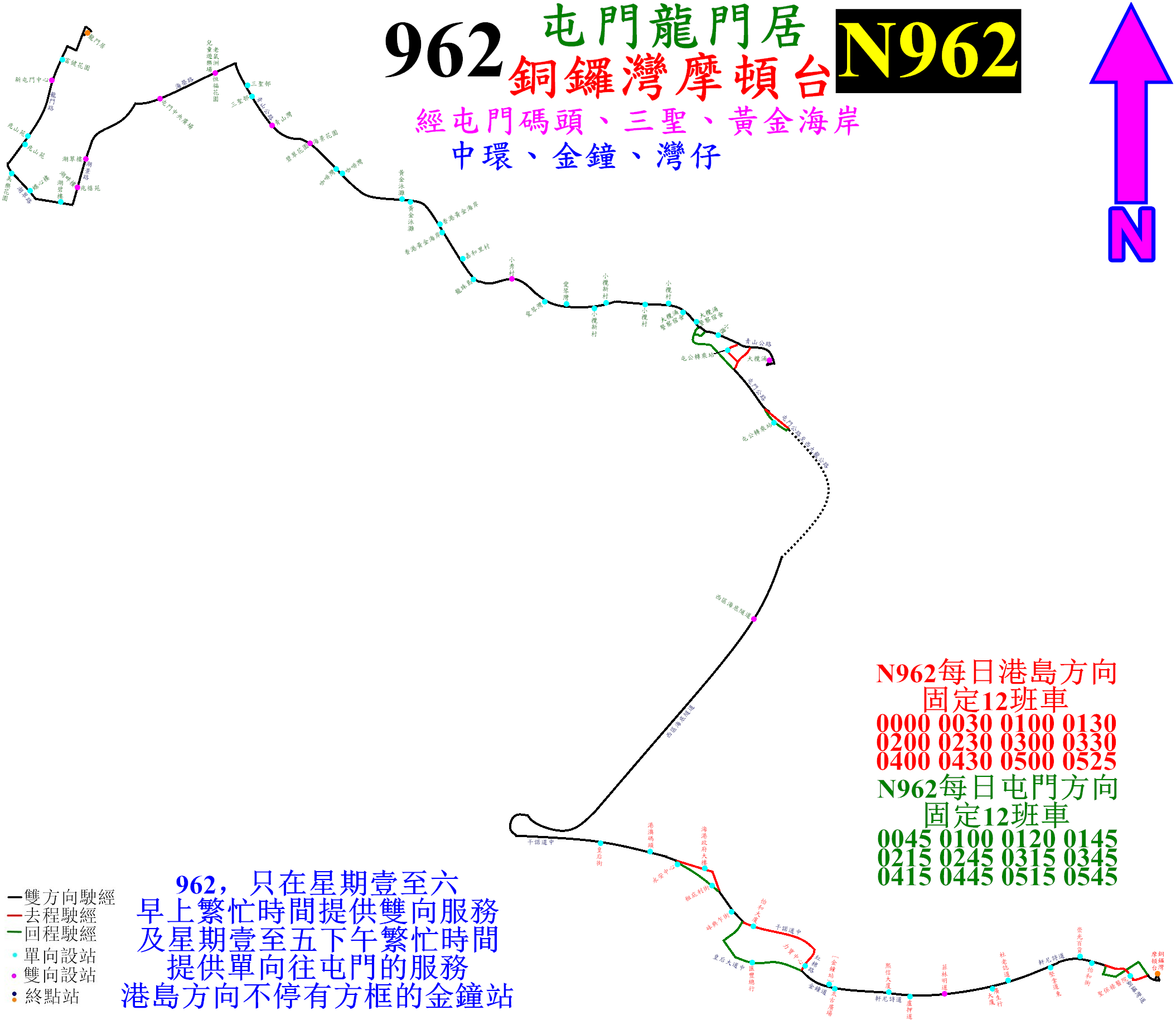
962線及N962線的走線圖，可見走線近乎一樣，但本線港島方向停靠金鐘站

經：天后路、業旺路、青雲路、龍門路、湖翠路、湖景路、海皇路、海榮路、青山公路（青山灣段、掃管笏段、大欖段）、屯門公路、荃灣路、葵涌道、荔枝角道、西九龍走廊、渡船街、加士居道、漆咸道南、康莊道、紅磡海底隧道、堅拿道天橋、堅拿道東、禮頓道、邊寧頓街、怡和街及銅鑼灣道

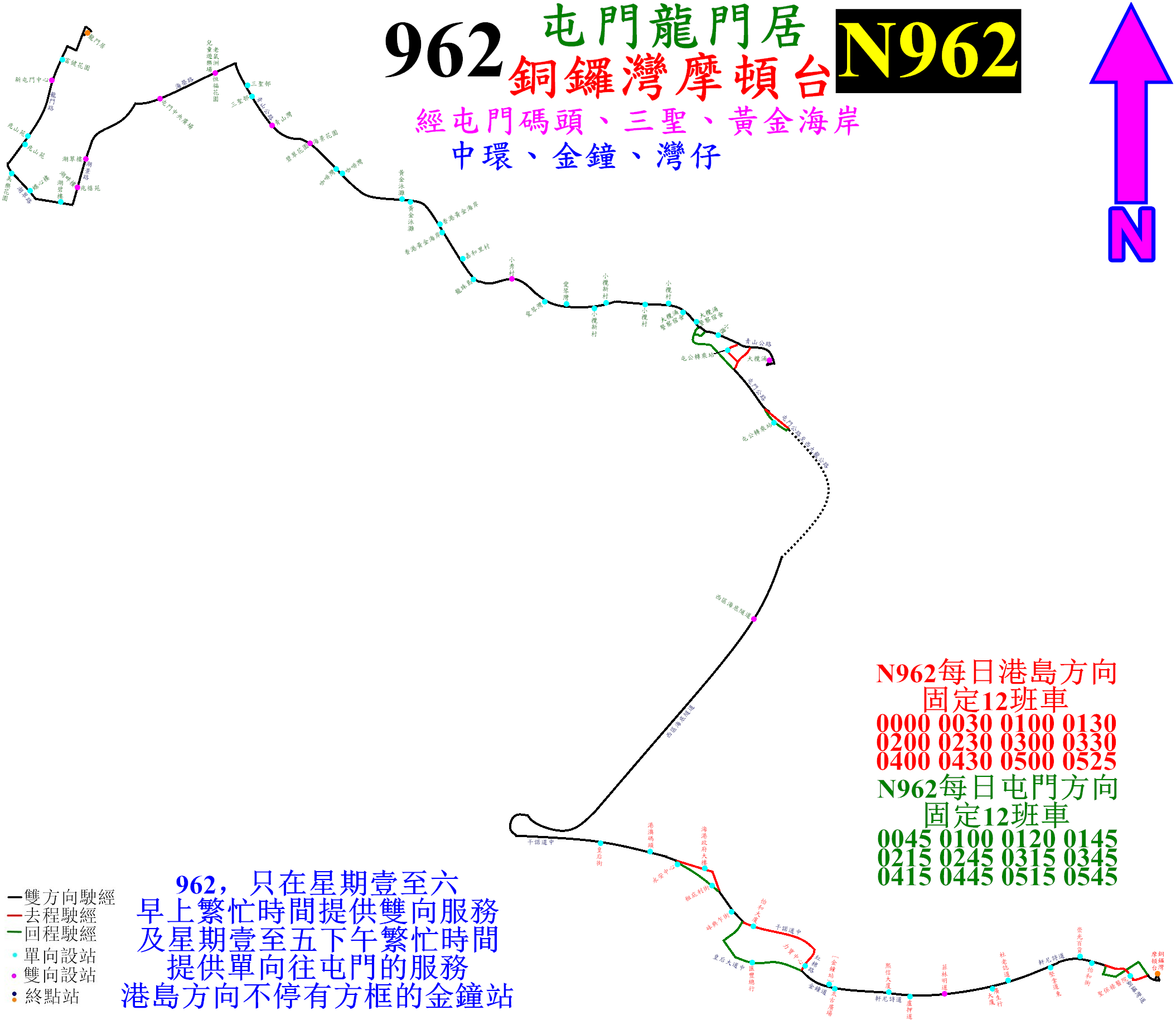
962線及N962線的走線圖，可見走線近乎一樣，但本線港島方向停靠金鐘站

R962線之具體停站請參考資訊框。

## 外部連結
- 過海隧道巴士962N線路線圖 （页面存档备份，存于）
- 過海隧道巴士N962線官方資料 （页面存档备份，存于）